# Jerry Falwell
Jerry Lamon Falwell, Sr. (11. august 1933 – 15. maj 2007) var en amerikansk fundamentalistisk præst og tv-prædikant. Han var via sine tv-optrædener meget kendt i landet og meget populær i konservative og Republikanske kredse. 
Falwell havde meget stærke og kontroversielle meninger om sociale og politiske spørgsmål. I sin ungdom gik han stærkt ind for raceadskillelse, et synspunkt, han dog senere fraveg. På skoleområdet havde han klare holdninger til, hvad der skulle undervises i, og han var modstander af offentlige folkeskoler, hvor forældre ikke selv kunne kontrollere, hvad deres børn blev undervist i.
Også på spørgsmål om seksualitet udtalte Falwell sig kontroversielt, især hvad angik homoseksualitet, som han tog stærkt afstand fra. I 1994 producerede han en video om Bill Clinton og dennes påståede forbindelser til kokainsmugling. Trods adskillige klare tilbagevisninger af påstandene solgte videoen over 150.000 eksemplarer.
I årenes løb var Falwell involveret i flere profilerede retssager. Det drejede sig både om retssager, der blev ført mod ham og hans kirkelige organisationer, dels om retssager, han selv anlagde mod andre. Eksempler på sidstnævnte var stævninger mod magasinerne Penthouse og Hustler om misbrug af hans navn. Begge disse sager endte uden sejr for Falwell.
Blandt hans sidste kontroversielle udmeldinger kom beskyldninger om, at aborttilhængere, homoseksuelle, feminister og andre, der ikke var gode kristne, var med til at bane vejen for terrorangrebet den 11. september 2001.
Med sine fundamentalistiske kristne holdninger var Falwell en kontroversiel og splittende figur, der fremkaldte stærke følelser både blandt tilhængere og modstandere. Dette kom blandt andet til udtryk i dagene umiddelbart efter hans død i maj 2007, hvor én af hans argeste kritikere, Christopher Hitchens, udtalte at "hvis man havde givet ham et lavement, kunne man have begravet ham i en tændstikæske".

## Bøger
- Church Aflame. Impact, 1971.
- Capturing a Town for Christ. Revell, 1973.
- Liberty Bible Commentary on the New Testament. Thomas Nelson, 1978.
- Listen, America! Doubleday, 1980.
- The Fundamentalist Phenomenon. Doubleday, 1981.
- Finding Inner Peace and Strength. Doubleday, 1982.
- Liberty Bible Commentary. Thomas Nelson, 1982.
- When it Hurts Too Much to Cry. Tyndale House, 1984.
- Wisdom for Living. Victor Books, 1984.
- Stepping Out on Faith. Tyndale House, 1984.
- Champions for God. Victor Books, 1985.
- If I Should Die Before I Wake. Thomas Nelson, 1986.
- The Fundamentalist Phenomenon/the Resurgence of Conservative Christianity. Baker Book House, 1986.
- Strength for the Journey. Simon & Schuster, 1987.
- The New American Family. Word, 1992.
- Falwell: An Autobiography. Liberty House, 1997. (Ghost written by Mel White [1])
- Fasting Can Change Your Life. Regal, 1998.
- Achieving Your Dreams. World Publishers, 2006.
- Building Churches of Dynamic Faith: A Five-Session Study Guide. World Publishers, 2006.
- Dynamic Faith Journal. World Publishers, 2006.